# Swedenborgritus
De Swedenborgritus is een vrijmetselaarsritus geïnspireerd op de leer van Emanuel Swedenborg. Hoewel Swedenborg zelf nooit vrijmetselaar is geweest, wordt hem dit systeem toegeschreven.
Deze ritus bestaat uit acht graden, verdeeld over twee tempels.

## Graden
Eerste Tempel
1. 1.Leerling
2. 2.Gezel
3. 3.Meester
4. 4.Uitverkoren

Tweede Tempel
1. 5.Coën Gezel
2. 6.Coën Meester
3. 7.Groot Architect en Ridder Commandeur
4. 8.Kadosh